# Arcadius oszlopa
Arcadius oszlopa ma egy római győzelmi oszlop töredéke, amely eredetileg Arcadius fórumán, Konstantinápolyban (Isztambul) állt. Flavius Arcadius bizánci császár  (395–408) győzelme emlékére állították 400-ban. Arcadius 408-ban halt meg, de az oszlop díszítése csak 421-ben fejeződött be, így a szobrot utódja II. Theodosius bizánci császár neki szentelte.
A csaknem 4 méter átmérőjű és 47 méter magas emlékmű előképe I. Theodosius római császár oszlopa volt, amelyet a róla elnevezett fórumon (eredetileg forum tauri) állítottak fel 380-ban, de felépítésében is a győzelmi oszlopok (Traianus, vagy Marcus Aurelius oszlopai) hagyományait követi. Emelkedő szerpentinszalagján a győztes háború jeleneteit mintázták meg.  

Miután az oszlop földrengések következtében labilissá vált, és leomlása volt várható, a 16. vagy a 18. század folyamán lebontották, csak a vörös márványból készült talapzata maradt fenn. Ezt a talapzatot törökül Avret Tash néven ismerik.  Az oszlopot díszítő mintázatról 1575-ben számos rajz készült.

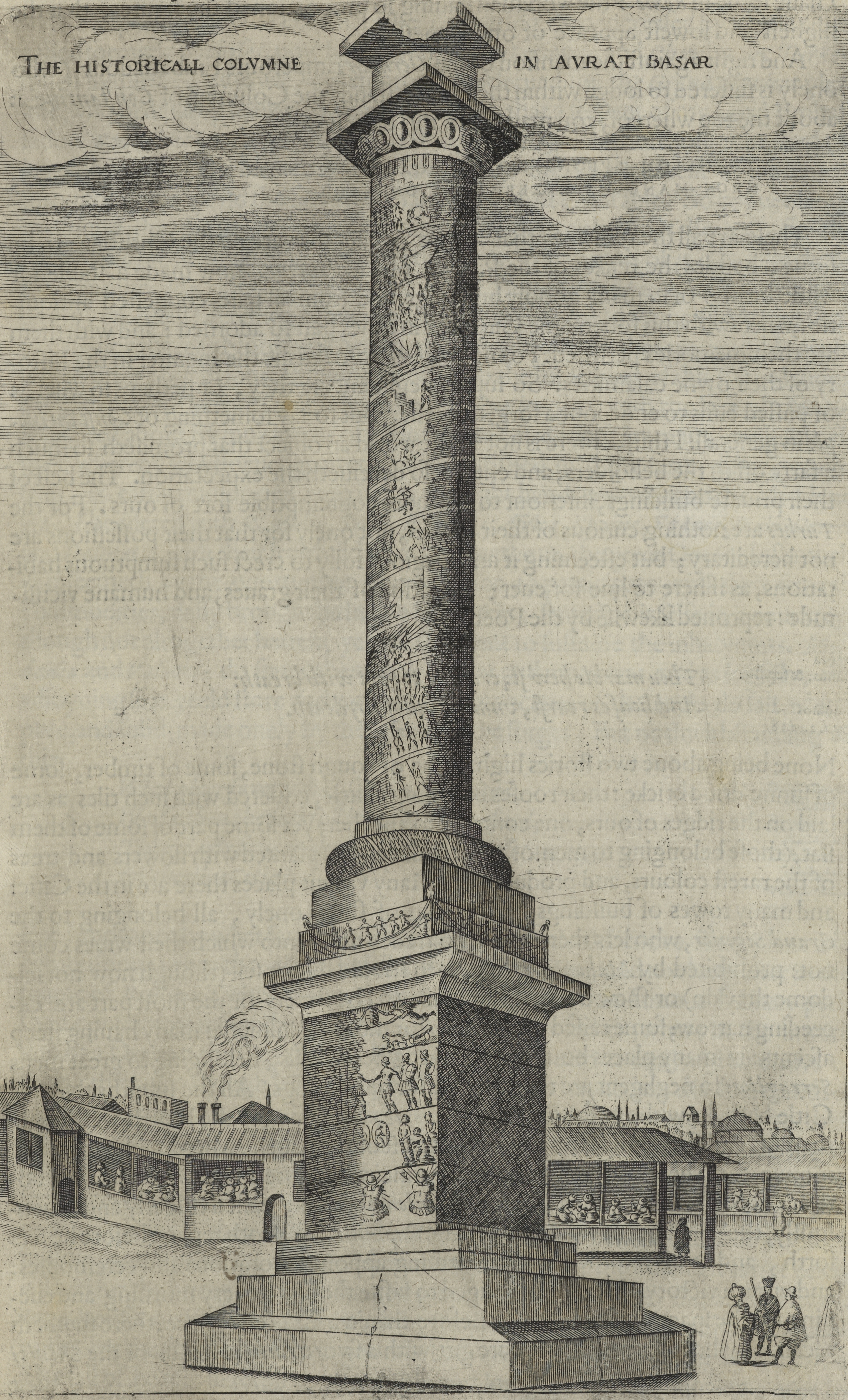
Arcadius oszlopa, 1610